# Hippeastrum papilio

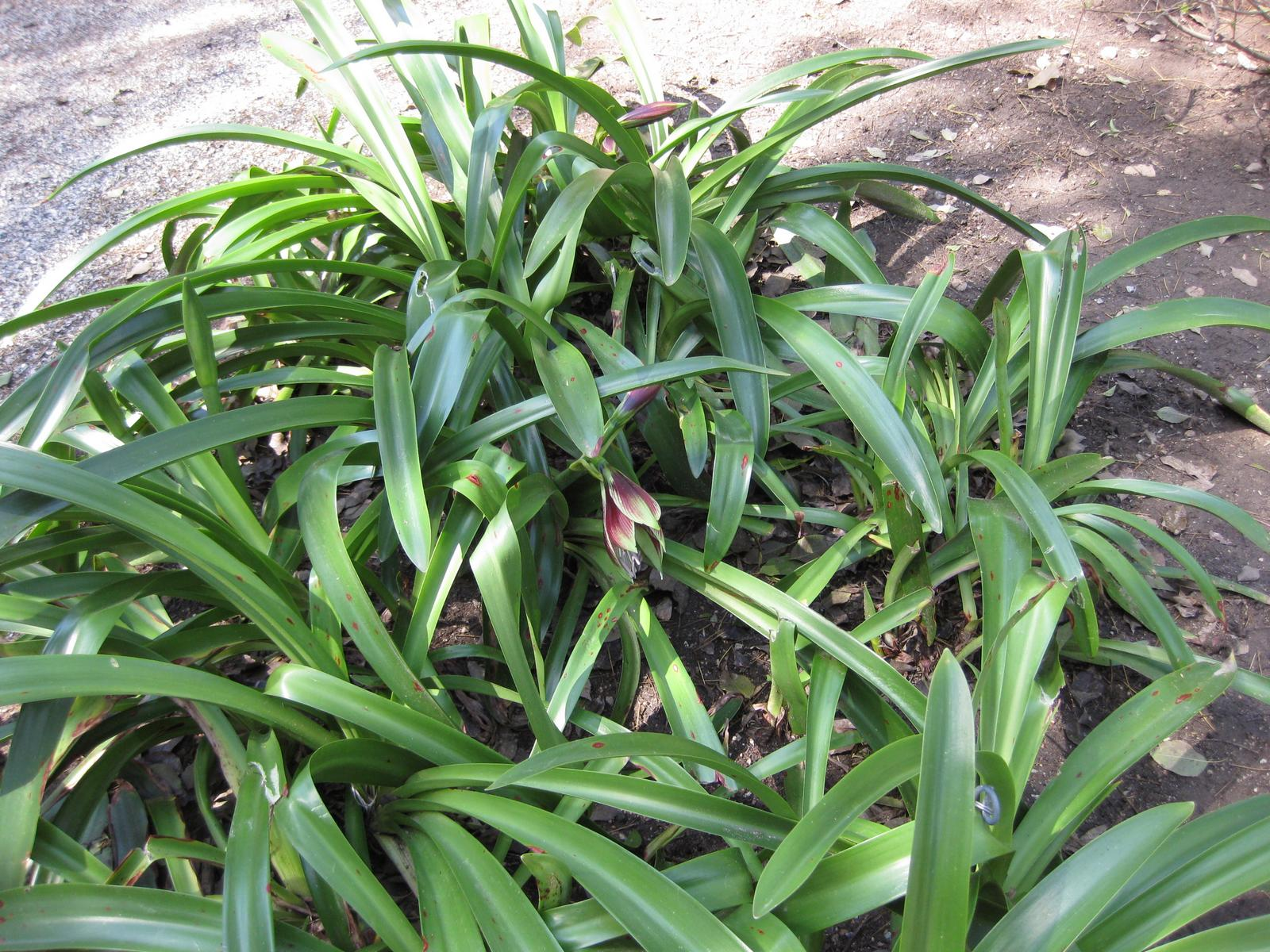

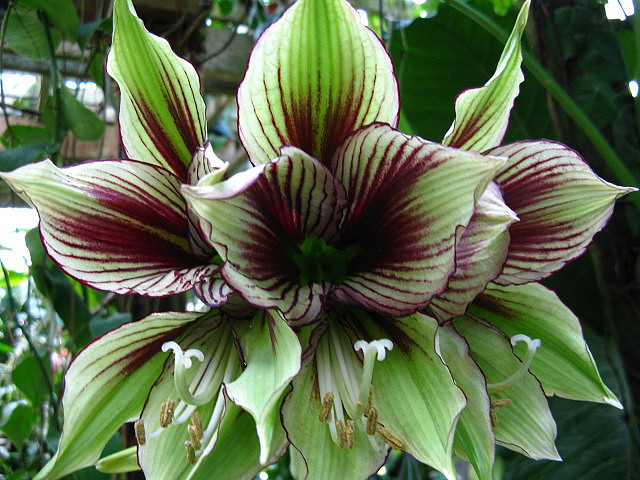

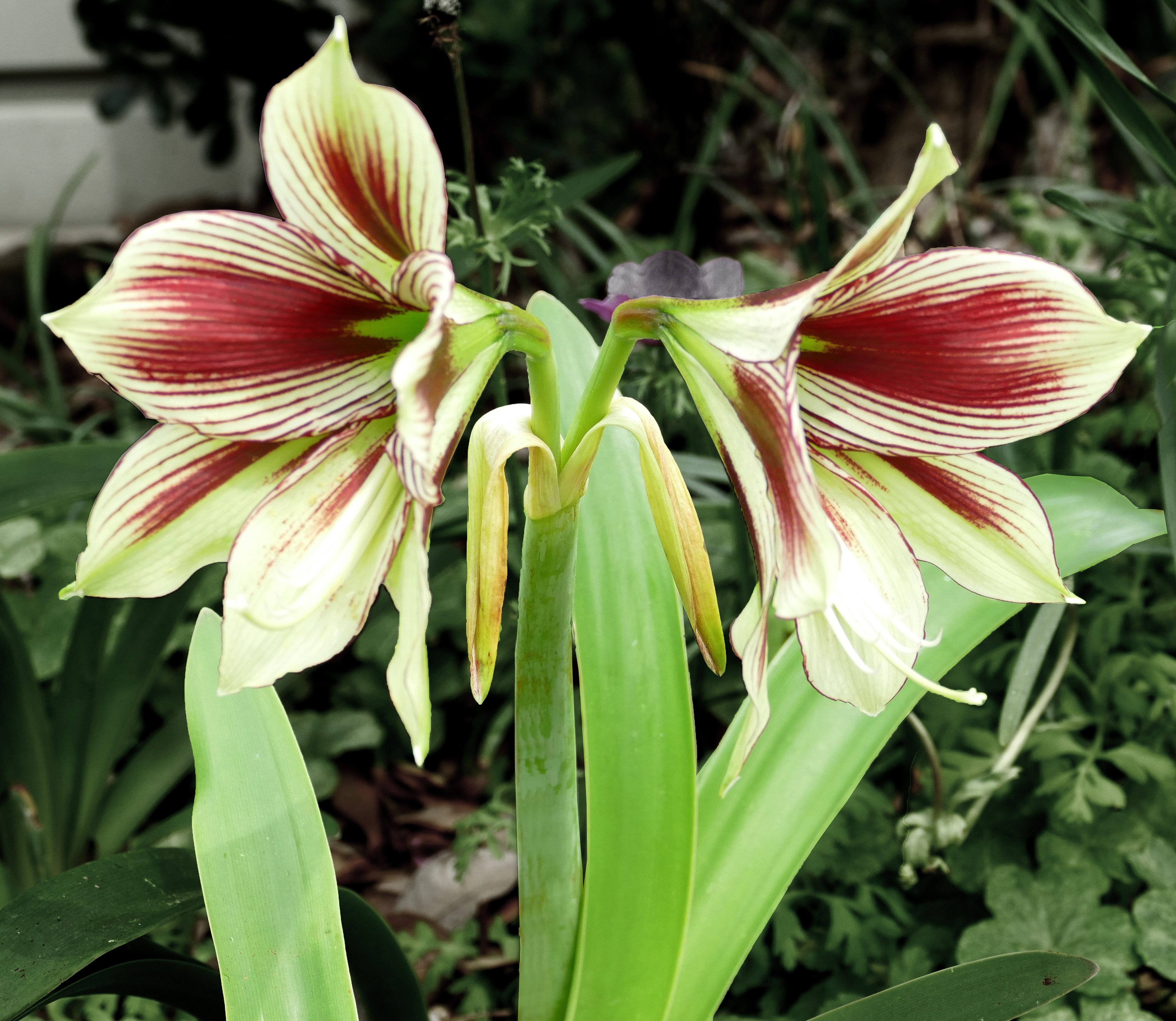
Borboleta Amarílis

Hippeastrum papilio é uma planta bulbosa herbácea perene florida, da família Amaryllidaceae, nativa do sul do Brasil.

## Descrição
As cores variam de branco a verde-creme ou verde-maçã escuro com estrias carmim, marrom ou roxo.

## Taxonomia
Coletado na década de 1960, foi originalmente descrito por Pierfelice Ravenna em 1970 como uma espécie de Amaryllis, foi transferido para Hippeastrum por Johan Van Scheepen em 1997. Colocado no subgênero epífita Omphalissa.

### Etimologia
papilio : borboleta latina

## Distribuição
Florestas tropicais úmidas da costa atlântica do sul do Brasil. Enquanto seu habitat natural está diminuindo, está se tornando cada vez mais popular na horticultura.

## Ecologia
Epífita.

## Conservação
Considerado em perigo de extinção.